# Châu Hà
Châu Hà (1935 - 2021), là một nữ ca sĩ tiền chiến trước năm 1975. Ngoài ra, bà còn được biết đến như là vợ của nhạc sĩ Văn Phụng

## Cuộc đời và sự nghiệp
Ca sĩ Châu Hà, tên thật Trần Thị Hồng Tâm, sinh ngày 25 tháng 3 năm 1935 trong một gia đình tri thức tại Hải Phòng, có bố là người Hải Phòng, mẹ là người miền Nam.
. Ngay từ khi bà mới 5 tuổi, bà đã được nghe những giọng ca của Tino Rossi qua dĩa đá 78 vòng..
Sau này, bà được cho đi học nhạc, tuy nhiên gia đình bà không khuyến khích ca hát. Để tránh bị phát hiện, khi đi hát, bà sử dụng tên Châu Hà, thay thế cho tên thật của mình. Bà vào Nam sống từ nhỏ, bà đã được cho đi học tại trường dòng nữ tu ở Sài Gòn. Cho đến năm bà 17 tuổi, bà về Hải Phòng sống cùng với cha ruột.
Cũng chính tại căn nhà của bà mà bà đã gặp được nhạc sĩ Văn Phụng, tuy nhiên phải đến năm 1963 thì nhạc sĩ Văn Phụng với bà mới trở thành vợ chồng. Bà cũng là cảm hứng để cho nhạc sĩ Văn Phụng sáng tác bài hát Suối tóc, Tôi đi giữa hoàng hôn, Tiếng hát với cung đàn,...
Năm 1954, bà lấy chồng đầu tiên và theo gia đình di cư vào miền Nam. Sau khi vào Sài Gòn một thời gian, bà đã được nhạc sĩ Hoàng Trọng trong ban Tiếng Tơ Đồng, lập thành ban tam ca Mộc Kim Châu, gồm ba ca sĩ, Mộc Lan, Kim Tước, và bà.. Cũng trong lúc này bà gặp được nhạc sĩ Văn Phụng, đã lập ban song ca với Nhật Bằng và Ngọc Giao.
Sau năm 1975, bà sang Hoa Kỳ định cư cùng chồng. Sau khi chồng mất, tâm trạng bà khá là suy sụp. Thỉnh thoảng, bà có xuất hiện trên chương trình Paris By Night và Trung tâm Asia.
Bà qua đời vào ngày 15 tháng 08 năm 2021 do tuổi cao sức yếu.
Bà có với Văn Phụng hai cô con gái là Nguyễn Thị Hà Châu (Tina Văn Phụng) và Nguyễn Thị Hồng Hoa.

## Băng đĩa đã được thu lại

### Trước năm 1975
- Tiếng thời gian (Lâm Tuyền - Dạ Chung)
- Phố buồn (Phạm Duy)
- Người về trên mây (Từ Công Phụng)
- Từ giọng hát em (Ngô Thụy Miên)
- Trở về Huế (Văn Phụng)
- Mưa trên phím đàn (Văn Phụng - Thanh Nam)
- Tình (Văn Phụng)

### Sau năm 1975
- Paris By Night 27: Suối tóc (Văn Phụng) - Khách mời: Văn Phụng
- Khách mời trong chương trình ASIA 21